# معمر عبدالرب
معمر عبدالرب (انگلیسی: Muamer Abdulrab; ۲۰ اوت ۱۹۸۲ – ۱۴ دسامبر ۲۰۲۱) بازیکن فوتبال اهل قطر بود.
از باشگاه‌هایی که در آن بازی کرده‌است می‌توان به باشگاه ورزشی القطر، باشگاه ورزشی الخریطیات، و باشگاه ورزشی السیلیه اشاره کرد.
وی همچنین در تیم ملی فوتبال قطر بازی کرده‌است.